# 1730年教宗選舉秘密會議
1730年教宗選舉秘密會議因教宗本篤十三世在1730年2月21日離世後而召集舉行。會議從1730年3月5日開始，在同年7月12日通過投票，選出洛倫佐·科西尼樞機為教宗，取名號“克勉十二世”。

## 背景
教宗本篤十三世在1730年2月21日逝世，終年81歲。接下來為期最長，而且被認為是18世紀最腐敗的教宗選舉秘密會議。於5月5日，會議展開，最先有30名樞機參與，其後各地的樞機陸續到達會議場地，參與人數也隨之增加。然而，由於羅馬教廷與里斯本教區發生摩擦，葡萄牙樞機沒有參加是次會議，最後總共56名樞機到場。在4個月的會議期間，至少一半的樞機曾受推舉成為教宗。

## 派系
在這次選舉，樞機主要分為多個派系：
- 本篤會：受前教宗本篤十三世任命的12名樞機成立的投票派系，團體沒有特定的領袖；
- 法國派系：受前教宗亞歷山大八世任命的樞機創立的投票派系，就政治而言，他們跟法國的黨派有關係，維護法國君主路易十五的利益；
- 帝國派系：受奧地利皇室的控制的派系，成員包括樞機吉安安東尼奧·戴維亞（Gianantonio Davia），他曾任駐奧地利教廷大使，同時領受皇室的薪金；
- 西班牙派：曾捲入教廷内部紛爭的派系，但有皇室支持。
- 薩丁尼亞派系：代表薩丁尼亞國王維托里奧·阿梅迪奧二世的派系；
- 熱心派系：反對選舉受世俗干擾的派系。

最終，沒有任何派系或團體有足夠的勢力去推選其代表當選。但除此以外，美第奇家族亦有用錢財支持克勉十二世當選。

## 政治影響
從17世紀起，數個信奉天主教的君主宣稱擁有教宗選舉的否決權，即透過代言樞機推翻選舉的結果。根據一個非正式會議的討論結果，代言樞機於每次秘密會議可以行使一次否決權，因此，代言樞機只會在將有不勝任教宗的樞機被選出前才會行使該權利。這次選舉令各派系誘使對方儘快行使該權。西班牙派威脅如果其他派別的代表看似將勝出，將會退出會議。（這個制度後來由庇護十世廢除）
科內利烏·本蒂沃利奧樞機代表西班牙國王費利佩五世行使否決權，以否決朱塞佩·雷納托地·引佩利當選教宗。在1700年教宗選舉秘密會議的過程，朱塞佩致力抵抗來自外國政府用以影響選情的壓力。1720年，他嘗試引導熱那亞共和國當局逮捕兼任的西班牙大公朱利奧·阿爾貝羅尼樞機，但是，君主沒有行使否決權，取而代之的是西班牙國家秘書，這次事件造成挑戰。
君主曾向控制著30票的伯多祿·馬爾切利諾·科拉迪尼樞機發出異議，但樞機拒絕君主對教宗國的干擾。
到5月中旬，意大利一帶發生一連串的地震，破壞力甚大，讓人民以為天主因樞機們無力選出新教宗而憤怒。

## 結果
最終，西恩富戈斯樞機成功游説德國人支持推選洛倫佐·科西尼，取代伯多祿·馬爾切利諾·科拉迪尼；西班牙及法國兩派也最後同意此事。經過數月的討論，於1730年7月12日，洛倫佐·科西尼當選，取名號“克勉十二世”，他在七十一歲時上任，後來領導教會近10年時間。他上任後第一個工作是成立部門以調查貪腐問題。